# Sand Creek (Wisconsin)
Sand Creek – miasto w Stanach Zjednoczonych, w stanie Wisconsin, w hrabstwie Dunn.